# Hamilkar von Fölkersahm

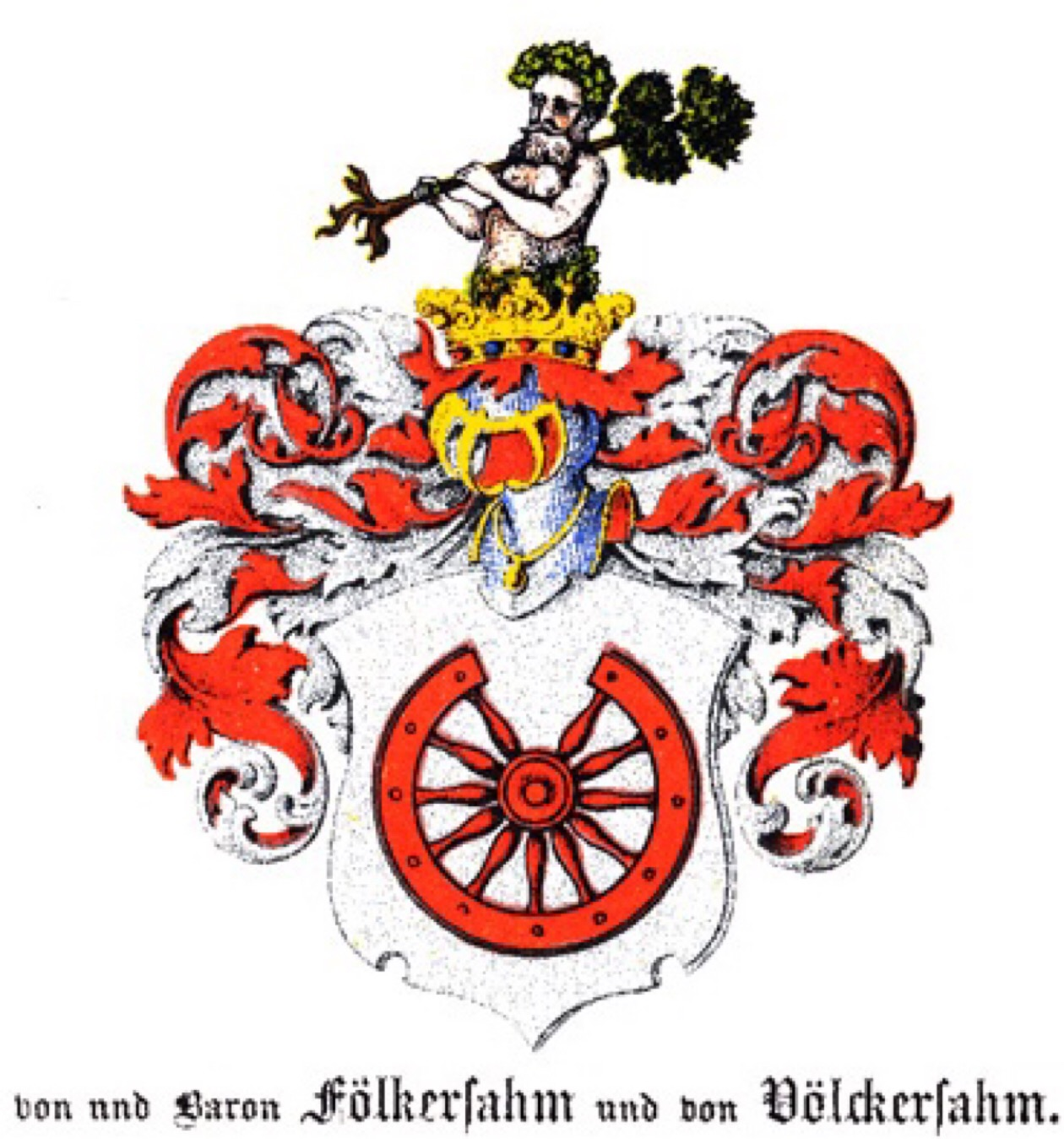
Wappen der Familien von und Baron Fölkersahm und von Völckersahm

Wilhelm Hamilcar von Fölkersahm (* 6. Januarjul. / 18. Januar 1811greg. in Mitau, Gouvernement Kurland; † 19. Apriljul. / 1. Mai 1856greg. in Riga) war ein livländischer Landmarschall, d. h. Vorsitzender der Livländischen Ritterschaft. 

## Leben
Hamilkar von Fölkersahm entstammt dem Adelsgeschlecht der von Fölkersahm.
Er ging 1829 zum Studium nach Berlin und kam dort unter Hegels Einfluss. 1838 kaufte er sich das Gut Rujen-Großhof in Livland, und 1839 trat er in den Landtag ein. 1842 ging er noch einmal nach Berlin, um dort zu studieren.
Fölkersahm ist bekannt als der „Mirabeau von Vidzeme“, da er im Gegensatz zu den mehrheitlich konservativen deutsch-baltischen Großgrundbesitzern die Abschaffung der Zwangsarbeit vorantrieb, die an Stelle der früheren Leibeigenschaft praktiziert wurde. Auf seinem Gut Rujen-Großhof führte er zuerst die Bauernbefreiung durch, die dann auf sein Bestreben 1847 als Agrar- und Bauernverordnung in ganz Livland durchgeführt und zwei Jahre später von Zar Nikolaus I. sanktioniert wurde. Ihm lag daran, dass sich ein lettischer und ein estnischer Bauernstand bildeten, dass die Bauern den eigenen Grund und Boden bewirtschafteten und nicht mehr von Großgrundbesitzern abhängig waren.

## Zitat
Ein von Hamilkar von Fölkersahm überliefertes Zitat lautet: „Nicht die Rechte, die jemand ausübt, sondern die Pflichten, die er sich auferlegt, geben ihm den Wert.“